# Мельфи
Ме́льфи (итал. Melfi) — коммуна в Италии, расположена в регионе Базиликата, провинция Потенца, у подножья вулкана Монте-Вультуре, на высоте 531 м.
Город существовал ещё во времена Древнего Рима. Норманны во главе с Гвискаром отвоевали его у византийцев и сделали столицей графства Апулия. Фридрих II Гогенштауфен выстроил здесь свой любимейший замок, в котором были приняты Мельфийские конституции.
После Штауфенов город потерял былое политическое значение. Им владели семейство Караччоло, Филибер Оранский, генуэзцы Дориа и Сицилийские Бурбоны. Старая застройка в основном утрачена из-за частых землетрясений (особенно сильное пришлось на 1851 год). Сохранились замок Штауфенов и романский собор с кампанилой XII—XIII вв.
Население составляет 17 138 человек (на 2004 г.), плотность населения составляет 79 чел./км². Занимает площадь 205,15 км². Почтовый индекс — 85025. Телефонный код — 0972.
Покровителем коммуны почитается св. Александр, мученик Солийский . Праздник ежегодно празднуется 9 февраля.

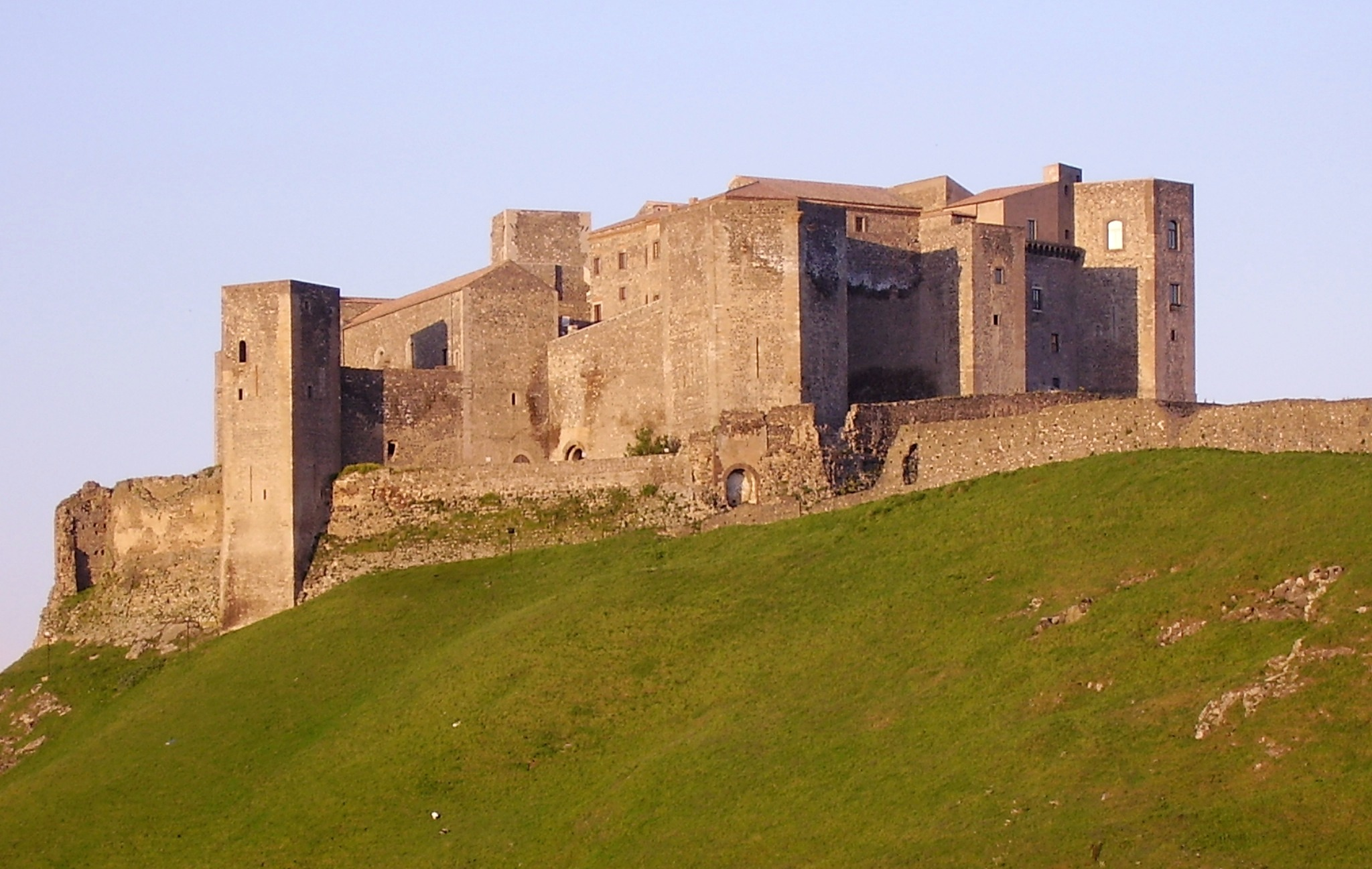
Норманнский замок в Мельфи